# Armeegruppe Frießner
De Armeegruppe Frießner was een Duitse Armeegruppe in de Tweede Wereldoorlog en kwam in actie in de noordelijke sector van het Oostfront begin 1944.

## Krijgsgeschiedenis
De Armeegruppe Frießner werd opgericht op 4 februari 1944 in de buurt van Pskov. 
Doel van deze Armeegruppe was te proberen de verbinding tussen de terugtrekkende 16e en 18e Legers weer tot stand te brengen. Daarom werd in de Duitse documentatie ook wel de naam Gruppe Frießner of zelfs beter Nahtgruppe Frießner gebruikt. Na de bevelsoverdracht naar Generaal Herzog, werd ook gewag gemaakt van de naam Nahtgruppe Herzog
De Armeegruppe kwam in actie ten zuiden van het Peipusmeer en rond Ostrov. De staf voerde tijdelijk het bevel over het 10e en 38e Legerkorps.
Op 2 maart 1944 was de taak van de Armeegruppe uitgevoerd (de verbinding tussen de twee legers was hersteld en de frontlijn gedicht) en daarmee was deze niet meer nodig: de staf werd opgeheven bij Ostrov.

## Commandanten
| Rang                   | Naam              | Begin            | Eind             |
| ---------------------- | ----------------- | ---------------- | ---------------- |
| General der Infanterie | Johannes Frießner | 4 februari 1944  | 21 februari 1944 |
| General der Artillerie | Kurt Herzog       | 22 februari 1944 | 2 maart 1944     |

Nadat Generaal Frießner vertrok naar Armee-Abteilung Narwa, nam Generaal Herzog, de commandant van het 38e Legerkorps, de leiding op zich naast zijn normale taak.